# Atarba (Atarba) brunneicornis
Atarba (Atarba) brunneicornis is een tweevleugelige uit de familie steltmuggen (Limoniidae). De soort komt voor in het Neotropisch gebied.